# Lillian Disney
Lillian Disney (født Lillian Marie Bounds 15. februar 1899, død 16. december 1997) blev gift med Walt Disney i 1925 og til han døde i 1966.
Hun arbejdede som tegner i hans filmstudie, og er krediteret for en del film. Det var i følge hendes selvbiografi, hende som navngav Mickey Mouse, som Walt selv ville kalde for Mortimer.